# De nye Aarhus Skove
De nye Aarhus Skove er en fællesbetegnelse for en række skovområder omkring Aarhus. Alle skovene er nyrejste som en del af planen "Aarhus omkranset af skov". Planen blev iværksat af Aarhus Byråd i 1988 med det overordnede mål, at fordoble kommunens skovareal inden år 2000. Eftersom de gamle skove udgjorde mere end 1.300 ha, er det uklart hvorvidt dette mål blev nået.
De nye Aarhus Skove omfatter følgende nyrejste og offentligt tilgængelige skovområder:
- Skødstrup Skov på 25 ha
- Bærmoseskov på 80 ha[1]
- Lisbjerg Skov på 100 ha
- Mollerup Skov på 97 ha
- Brendstrup Skov på 83 ha
- Gjellerup Skov på 22 ha
- Tranbjerg Skov på 73 ha
- Solbjerg Skov på 30 ha

Det totale areal beløber sig til 510 ha. True Skov blev rejst i samarbejde med Naturstyrelsen vest for Aarhus i 1994. True Skov er planlagt til at dække 650 ha, men kun 385 ha skov er rejst per 2013. Skoven administreres teknisk set af den danske stat, men skovområdet tælles alligevel med i regnskabet om at nå målene i den kommunale 1988 plan.
Aarhus Kommune hævder at deres oprindelige mål er nået, men det er tydeligvis ikke korrekt, idet de gamle skovområder udgjorde mindst 1.300 ha. Med den nyrejste True Skov, bliver det samlede nye skovareal på 895 ha (2013). Af ukendte årsager, nævnes visse nyrejste skove (før år 2000) sjældent i offentlig sammenhæng med 1988 planen og De nye Aarhus Skove, på trods af at de af administrationen tælles med i det samlede areal-regnskab. Et eksempel er Himmerigskov på 140 ha, der er plantet af Naturstyrelsen mellem 1991 og 1995, i forbindelse med Bærmoseskov. Himmerigskov ligger i Favrskov Kommune, men tælles alligevel med som en af De nye Aarhus Skove. Aarhus Kommune hævder således, at staten har bidraget med i alt 700 ha ny skov indenfor kommunegrænsen. Det er således uklart om hvorvidt 1988 planen blev nået i tide, men uanset hvad, er der nu iværksat nye skovrejsnings projekter og de kan ende med realisere 1988 planen ad åre.

## Baggrund
Der er flere grunde til at rejse skov omkring Aarhus. Kommunen fremhæver selv disse punkter:
- Skov binder CO2 - hver hektar ny skov binder ca. 14 ton CO2 om året.
- Skov beskytter vandet - både det over og under jorden.
- Skov skaber nye friluftsmuligheder.
- Skov gør nærliggende boligområder mere attraktive.
- Skov forbedrer den biologiske mangfoldighed i naturen.

Skovene er alle del af Aarhus naturforvaltnings program, med undtagelse af de statsdrevne.

## Fremtiden
Aarhus Kommune ønsker mere skov end 1988 planen sigtede mod for over tredive år siden. I 2009 sigtede kommunenes strategiske plan derfor efter endnu engang af fordoble Aarhus kommunes skovareal, inden år 2030. Dette mål hævdes at svare til 3.200 ha ny skov og frem til 2012, blev der rejst 320 ha.
Ikke al den nye skov vil være offentlig. For at nå det ambitiøse mål, tilbyder kommunen og staten attraktive tilskudsmuligheder til private jordbesiddere.